# DPF2
DPF2 (англ. Double PHD fingers 2) – білок, який кодується однойменним геном, розташованим у людей на короткому плечі 11-ї хромосоми. Довжина поліпептидного ланцюга білка становить 391 амінокислот, а молекулярна маса — 44 155.
| 10         |  | 20         |  | 30         |  | 40         |  | 50         |
| ---------- |  | ---------- |  | ---------- |  | ---------- |  | ---------- |
| MAAVVENVVK |  | LLGEQYYKDA |  | MEQCHNYNAR |  | LCAERSVRLP |  | FLDSQTGVAQ |
| SNCYIWMEKR |  | HRGPGLASGQ |  | LYSYPARRWR |  | KKRRAHPPED |  | PRLSFPSIKP |
| DTDQTLKKEG |  | LISQDGSSLE |  | ALLRTDPLEK |  | RGAPDPRVDD |  | DSLGEFPVTN |
| SRARKRILEP |  | DDFLDDLDDE |  | DYEEDTPKRR |  | GKGKSKGKGV |  | GSARKKLDAS |
| ILEDRDKPYA |  | CDICGKRYKN |  | RPGLSYHYAH |  | SHLAEEEGED |  | KEDSQPPTPV |
| SQRSEEQKSK |  | KGPDGLALPN |  | NYCDFCLGDS |  | KINKKTGQPE |  | ELVSCSDCGR |
| SGHPSCLQFT |  | PVMMAAVKTY |  | RWQCIECKCC |  | NICGTSENDD |  | QLLFCDDCDR |
| GYHMYCLTPS |  | MSEPPEGSWS |  | CHLCLDLLKE |  | KASIYQNQNS |  | S          |

A: Аланін

C: Цистеїн

D: Аспарагінова кислота

E: Глутамінова кислота

F: Фенілаланін

G: Гліцин

H: Гістидин

I: Ізолейцин

K: Лізин

L: Лейцин

M: Метіонін

N: Аспарагін

P: Пролін

Q: Глутамін

R: Аргінін

S: Серин

T: Треонін

V: Валін

W: Триптофан

Кодований геном білок за функцією належить до фосфопротеїнів. 
Задіяний у таких біологічних процесах, як апоптоз, транскрипція, регуляція транскрипції, ацетилювання, альтернативний сплайсинг. 
Білок має сайт для зв'язування з іонами металів, іоном цинку. 
Локалізований у цитоплазмі, ядрі.